# Simon Falette
Simon Augustin Falette (Le Mans, 19 februari 1992) is een Guinees-Frans voetballer die doorgaans speelt als centrale verdediger. In juli 2025 verliet hij FC Martigues. Falette maakte in 2018 zijn debuut in het Guinees voetbalelftal.

## Clubcarrière
Falette was actief in de jeugd van Tours en kwam later in de opleiding van FC Lorient terecht. Bij die club speelde hij tussen 2010 en 2012 in het tweede elftal. Op 18 februari 2012 speelde hij zijn eerste en enige duel in het eerste team, toen met 0–1 verloren werd van Lille door een doelpunt van Mathieu Debuchy. Falette mocht van coach Christian Gourcuff in de basis starten en hij speelde de gehele wedstrijd mee. In de zomer van 2012 nam Stade Laval de verdediger op huurbasis over. Na een jaar werd hij opnieuw verhuurd, ditmaal aan Stade Brest. Na het seizoen 2013/14 liep de verbintenis van Falette bij Lorient af en hierop tekende hij voor Stade Brest. Nog twee seizoenen was de verdediger actief voor deze club in de Ligue 2, alvorens hij de overstap maakte naar FC Metz. Hij tekende voor drie seizoenen in Metz, maar na een jaar verkaste hij alweer. Eintracht Frankfurt nam hem over voor circa 2,7 miljoen euro. In Duitsland zette de Fransman zijn handtekening onder een verbintenis voor de duur van vier seizoenen. Falette werd in januari 2020 voor een half seizoen verhuurd aan Fenerbahçe. Na deze verhuurperiode nam Hannover 96 de verdediger transfervrij over. Ondanks een doorlopende verbintenis mocht de Fransman medio 2021 zonder transfersom vertrekken, waarop hij voor drie jaar tekende bij Hatayspor. Dit contract werd medio 2023 ontbonden. Na een ruim half seizoen zonder club tekende Falette tot het einde van de jaargang voor Zbrojovka Brno. Drie wedstrijden later keerde de centrumverdediger in de zomer van 2024 terug in Frankrijk, bij FC Martigues.

## Clubstatistieken
| Seizoen | Club                | Competitie    | Competitie | Competitie | Beker | Beker | Internationaal | Internationaal | Totaal | Totaal |
| Seizoen | Club                | Competitie    | Wed.       | Dlp.       | Wed.  | Dlp.  | Wed.           | Dlp.           | Wed.   | Dlp.   |
| ------- | ------------------- | ------------- | ---------- | ---------- | ----- | ----- | -------------- | -------------- | ------ | ------ |
| 2011/12 | FC Lorient          | Ligue 1       | 1          | 0          | 0     | 0     | —              | —              | 1      | 0      |
| 2012/13 | → Stade Laval       | Ligue 2       | 29         | 2          | 2     | 1     | —              | —              | 31     | 3      |
| 2013/14 | → Stade Brest       | Ligue 2       | 32         | 1          | 2     | 0     | —              | —              | 34     | 1      |
| 2014/15 | Stade Brest         | Ligue 2       | 32         | 1          | 5     | 0     | —              | —              | 37     | 1      |
| 2015/16 | Stade Brest         | Ligue 2       | 34         | 1          | 1     | 0     | —              | —              | 35     | 1      |
| 2016/17 | FC Metz             | Ligue 1       | 35         | 3          | 4     | 0     | —              | —              | 39     | 3      |
| 2017/18 | FC Metz             | Ligue 1       | 1          | 0          | 0     | 0     | —              | —              | 1      | 0      |
| 2017/18 | Eintracht Frankfurt | Bundesliga    | 27         | 1          | 1     | 0     | —              | —              | 28     | 1      |
| 2018/19 | Eintracht Frankfurt | Bundesliga    | 7          | 0          | 0     | 0     | 7              | 0              | 14     | 0      |
| 2019/20 | Eintracht Frankfurt | Bundesliga    | 1          | 0          | 0     | 0     | 0              | 0              | 1      | 0      |
| 2019/20 | → Fenerbahçe        | Süper Lig     | 8          | 0          | 4     | 0     | —              | —              | 12     | 0      |
| 2020/21 | Hannover 96         | 2. Bundesliga | 18         | 0          | 1     | 0     | —              | —              | 19     | 0      |
| 2021/22 | Hannover 96         | 2. Bundesliga | 2          | 0          | 0     | 0     | —              | —              | 2      | 0      |
| 2021/22 | Hatayspor           | Süper Lig     | 11         | 1          | 3     | 0     | —              | —              | 14     | 1      |
| 2022/23 | Hatayspor           | Süper Lig     | 8          | 0          | 1     | 0     | —              | —              | 9      | 0      |
| 2023/24 | Zbrojovka Brno      | FNL           | 3          | 0          | 0     | 0     | —              | —              | 3      | 0      |
| 2024/25 | FC Martigues        | Ligue 2       | 33         | 0          | 2     | 0     | —              | —              | 35     | 0      |
| Totaal  | Totaal              | Totaal        | 282        | 10         | 26    | 1     | 7              | 0              | 315    | 11     |

Bijgewerkt op 19 augustus 2025.

## Interlandcarrière
Falette maakte zijn debuut in het Guinees voetbalelftal op 18 november 2018, toen met 1–1 gelijkgespeeld werd tegen Ivoorkust in een kwalificatiewedstrijd voor het AK 2019. Zijn teamgenoot Mohamed Yattara opende de score, waarna Jean Michaël Seri voor de gelijkmaker tekende. Falette mocht van bondscoach Paul Put in de basisopstelling beginnen en hij werd dertien minuten na rust naar de kant gehaald ten faveure van Ibrahima Conté. De andere Guinese debutant dit duel was Hadji Barry (Swope Park Rangers).
| Interlands van Simon Falette voor Guinee | Interlands van Simon Falette voor Guinee | Interlands van Simon Falette voor Guinee | Interlands van Simon Falette voor Guinee | Interlands van Simon Falette voor Guinee | Interlands van Simon Falette voor Guinee | Interlands van Simon Falette voor Guinee |
| №                                        | Datum                                    | Wedstrijd                                | Uitslag                                  | Competitie                               | Goals                                    |                                          |
| Als speler bij Eintracht Frankfurt       | Als speler bij Eintracht Frankfurt       | Als speler bij Eintracht Frankfurt       | Als speler bij Eintracht Frankfurt       | Als speler bij Eintracht Frankfurt       | Als speler bij Eintracht Frankfurt       | Als speler bij Eintracht Frankfurt       |
| ---------------------------------------- | ---------------------------------------- | ---------------------------------------- | ---------------------------------------- | ---------------------------------------- | ---------------------------------------- | ---------------------------------------- |
| 1                                        | 18 november 2018                         | Guinee – Ivoorkust                       | 1 – 1                                    | AK 2019 kwalificatie                     |                                          |                                          |
| 2                                        | 7 juni 2019                              | Guinee – Gambia                          | 0 – 1                                    | Vriendschappelijk                        |                                          |                                          |
| 3                                        | 11 juni 2019                             | Guinee – Benin                           | 0 – 1                                    | Vriendschappelijk                        |                                          |                                          |
| 4                                        | 16 juni 2019                             | Egypte – Guinee                          | 3 – 1                                    | Vriendschappelijk                        |                                          |                                          |
| 5                                        | 22 juni 2019                             | Guinee – Madagaskar                      | 2 – 2                                    | AK 2019                                  |                                          |                                          |
| 6                                        | 26 juni 2019                             | Nigeria – Guinee                         | 1 – 0                                    | AK 2019                                  |                                          |                                          |
| 7                                        | 30 juni 2019                             | Burkina Faso – Guinee                    | 0 – 2                                    | AK 2019                                  |                                          |                                          |
| 8                                        | 7 juli 2019                              | Algerije – Guinee                        | 3 – 0                                    | AK 2019                                  |                                          |                                          |
| 9                                        | 12 oktober 2019                          | Comoren – Guinee                         | 1 – 0                                    | Vriendschappelijk                        |                                          |                                          |
| 10                                       | 15 oktober 2019                          | Chili – Guinee                           | 3 – 2                                    | Vriendschappelijk                        |                                          |                                          |
| 11                                       | 14 november 2019                         | Mali – Guinee                            | 2 – 2                                    | AK 2021 kwalificatie                     |                                          |                                          |
| 12                                       | 17 november 2019                         | Guinee – Namibië                         | 2 – 0                                    | AK 2021 kwalificatie                     |                                          |                                          |
| Als speler bij Hannover 96               |                                          |                                          |                                          |                                          |                                          |                                          |
| 13                                       | 10 oktober 2020                          | Kaapverdië – Guinee                      | 1 – 2                                    | Vriendschappelijk                        |                                          |                                          |
| 14                                       | 11 november 2020                         | Guinee – Tsjaad                          | 1 – 0                                    | AK 2021 kwalificatie                     |                                          |                                          |
| 15                                       | 15 november 2020                         | Tsjaad – Guinee                          | 1 – 1                                    | AK 2021 kwalificatie                     |                                          |                                          |
| Als speler bij Hatayspor                 |                                          |                                          |                                          |                                          |                                          |                                          |
| 16                                       | 6 oktober 2021                           | Soedan – Guinee                          | 1 – 1                                    | WK 2022 kwalificatie                     |                                          |                                          |
| 17                                       | 12 oktober 2021                          | Guinee – Marokko                         | 1 – 4                                    | WK 2022 kwalificatie                     |                                          |                                          |

Bijgewerkt op 19 augustus 2025.

## Erelijst
| DFB-Pokal | 1 | 2017/18 |